# Bortsch
Pour les articles homonymes, voir Borsch.

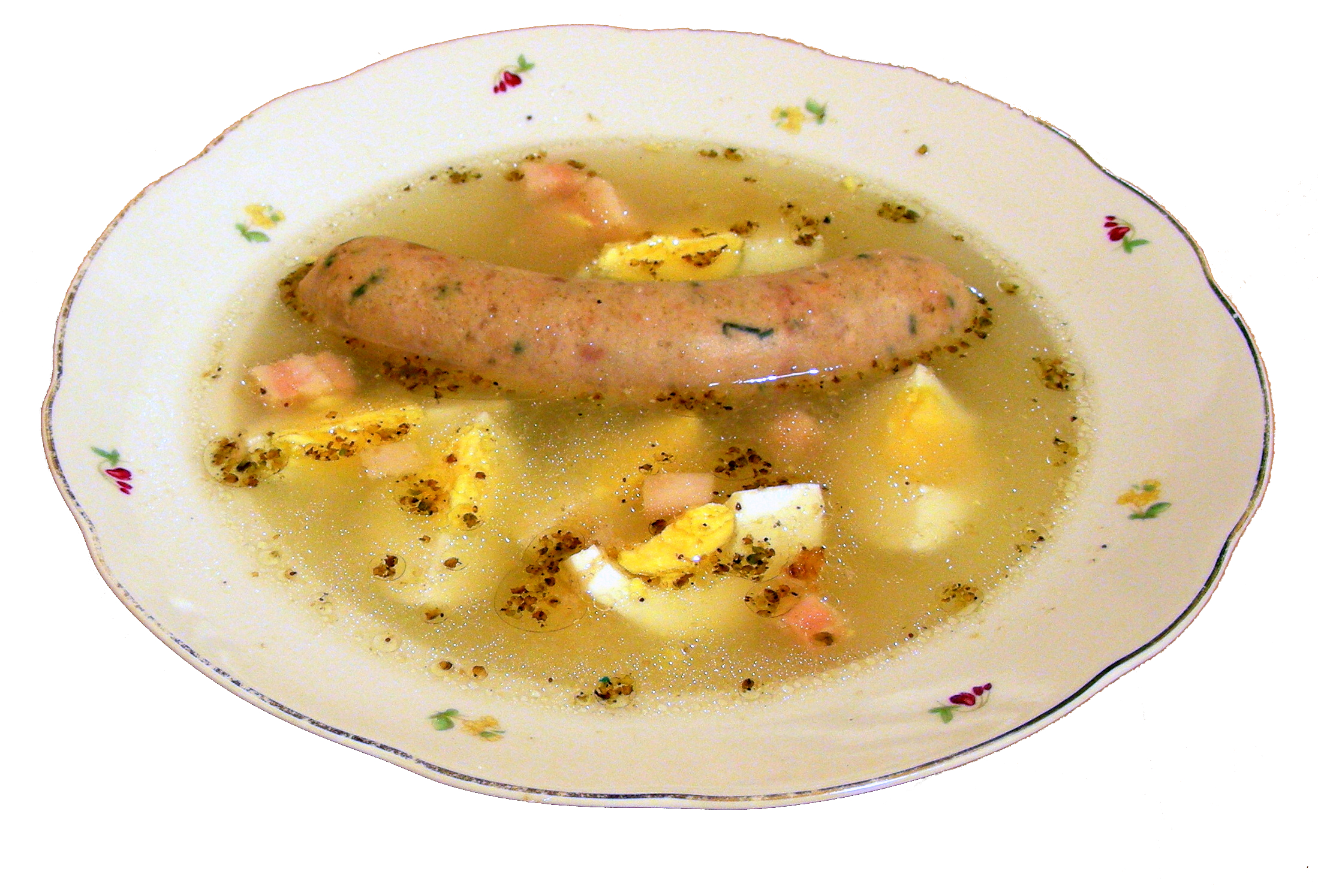
Żurek polonais, bortsch blanc, agrémenté d'une saucisse.

Le bortsch, borsch ou borscht (en russe : борщ, borchtch /borɕ(ː)/  ; en ukrainien : борщ /bɔrʃt͡ʃ/, borchtch  ; en polonais : barszcz), parfois également bortch, est un potage préparé dans plusieurs pays slaves, dont la plus ancienne mention connue l'attribue à la cuisine ukrainienne,,.
Il contient habituellement de la betterave, crue et non précuite, qui lui donne une forte couleur rouge bordeaux. D'autres ingrédients y sont ajoutés selon la préparation, principalement des légumes (comme le chou, les carottes, les pommes de terre, les oignons, l'ail ou les tomates), qu’on cuit le plus souvent séparément de la betterave. On y ajoute aussi souvent de la viande, généralement du porc ou du bœuf, plus rarement du poulet. Dans certaines régions, les pays baltes notamment, on ajoute souvent des champignons.
Un bon bortsch est une soupe relativement épaisse (un potage).
Le bortsch fait partie de l'héritage culinaire local de plusieurs pays de l'Est et du centre de l'Europe ; il est appelé barščiai en Lituanie, barszcz en Pologne, боршч (borchtch) en Biélorussie, борщ (borchtch) en Russie, борщ (borchtch) en Ukraine et borș en Roumanie.
Le bortsch se décline sous plusieurs aspects : le bortsch blanc, le bortsch vert, et le bortsch rouge ; ce dernier, préparé à base de betteraves est notamment un des douze plats traditionnels de la table du réveillon de Noël polonais.
Le bortsch ukrainien se différencie du bortsch russe par la présence de lard de porc[réf. souhaitée].

## Étymologie du nom et histoire
Le mot bortsch vient du nom slave de la berce commune, dont les feuilles comestibles étaient utilisées dans la préparation de plats.
Le bortsch désigne à l'origine une soupe à la berce. La recette du bortsch a évolué ensuite vers une préparation à base de kvas de betterave dilué avec de l'eau et porté à ébullition dans laquelle on rajoute ensuite des tranches de betteraves, de chou, de carottes et d'autres légumes.
En Russie, on trouve une des premières mentions du bortsch au XVIe siècle dans le traité du Domostroï. Ce plat était très apprécié de Catherine II, d'Alexandre II et de la ballerine Anna Pavlova.
Aujourd'hui, les Polonais, les Russes, les Lituaniens, les Roumains et les Biélorusses ont tous leurs propres subtilités et particularités de la cuisson du bortsch. Il n'y a pas de canons clairs. En Pologne, en Roumanie, en Ukraine, en Biélorussie, en Lituanie, dans le sud de la Russie et en Sibérie, le bortsch est un plat à part entière, tandis que dans le Nord de la Russie et de l'Oural, il est préparé principalement comme potage.
En Amérique du Nord, les mennonites et les Juifs ashkénazes ont popularisé le bortsch.

## Recettes locales
Il y a différentes variantes locales à la recette du bortsch de base :
- en cuisine russe, il contient toujours des betteraves, de la viande et des pommes de terre, plus rarement du chou ou des épinards. Il est toujours servi avec de la smetana (crème aigre). Il existe une version estivale qui se mange froide ;
- en cuisine ukrainienne, biélorusse et polonaise, les betteraves sont toujours présentes ainsi que les tomates. Des pommes de terre et du chou peuvent être rajoutés. Il est habituellement servi avec une crème aigre, des petits pains et de l'ail[8] ;
- en cuisine lituanienne, des champignons séchés sont souvent ajoutés. Il y a également le bortsch froid (šaltibarščiai) qui a une apparence et un goût très différents.

Le bortsch peut être préparé et servi chaud ou froid. Il est souvent accompagné d'une crème fermentée sous le nom crème fraîche épaisse dans le commerce (dite « crème aigre », ou smetana) ou de crème fouettée.

### En Ukraine
En 2020, le chef Ievguen Klopotenko a demandé au gouvernement ukrainien de proposer l'inscription du bortsch sur la liste représentative du patrimoine culturel immatériel de l'humanité de l'UNESCO. Le gouvernement russe a répliqué en qualifiant le bortsch d'un des plats russes les plus célèbres et les plus appréciés, ouvrant ainsi une « guerre du bortsch » entre les deux pays.
La culture de la préparation du bortsch ukrainien est finalement inscrite sur la liste du patrimoine culturel immatériel de l'humanité nécessitant une sauvegarde urgente par l'UNESCO le 1er juillet 2022.